# Burgerspital
Le Burgerspital, littéralement en allemand « hôpital des bourgeois », est un ancien hôpital et une maison de retraite situé au centre de la ville de Berne, en Suisse.

## Histoire
Le Burgerspital est construit en 1528 par la ville de Berne en comme successeur du Grossen Spitals fondé en 1307. Situé tout d'abord dans un ancien monastère dominicain, il déménage en 1742 dans son emplacement actuel sur la place Bubenbergplatz. Depuis l'établissement de la Réforme protestante, l'hôpital possède en propre l'île de Saint-Pierre sur le lac de Bienne et le cloître clunisien qui s'y trouve.
Dans les années 1990, l'institution médicale a progressivement été transformée pour devenir une maison de retraite. Dans le bâtiment se trouvent également des salles de concert ou une garderie.

## Bâtiment
Le bâtiment de trois étages qui accueille le Burgerspital est considéré comme l'un des plus beaux exemples d'architecture baroque de la ville de Berne. Construit en 1732 sur les plans de Joseph Abeille, il est terminé en 1742 et agrandi par une chapelle à la fin du XIXe siècle. Le bâtiment est inscrit comme bien culturel d'importance nationale.

## Source
- (de) Cet article est partiellement ou en totalité issu de l’article de Wikipédia en allemand intitulé « Burgerspital » (voir la liste des auteurs).